# Port lotniczy Milos
Port lotniczy Milos (IATA: MLO, ICAO: LGML) – krajowy port lotniczy położony na wyspie Milos, w Grecji.

## Linie lotnicze i połączenia
| Linia Lotnicza | Kierunek                       |
| -------------- | ------------------------------ |
| Cycladic       | 1. Heraklion 2. Paros 3. Siros |
| Olympic Air    | 1. Ateny                       |
| Sky Express    | 1. Ateny                       |